# Гинци
Гинци (болг. Гинци) — село в Болгарии. Находится в Софийской области, входит в общину Годеч. Население составляет 155 человек (2022).

## Политическая ситуация
В местном кметстве Гинци, в состав которого входит Гинци, должность кмета (старосты) исполняет Огнян  Методиев Петров (Болгарская социалистическая партия (БСП)) по результатам выборов.
Кмет (мэр) общины Годеч — Владимир Аспарухов Александров Болгарская социалистическая партия (БСП) по результатам выборов.